# Комната 101
Комната 101 в романе Джорджа Оруэлла «1984» представляет собой камеру пыток, находящуюся в Министерстве любви. С её помощью партия пытается подчинить заключённых, используя в качестве наказания их наибольшие страхи и фобии.
Вероятно, Оруэлл назвал комнату пыток 101-й в честь конференц-зала номер 101 в здании штаб-квартиры Би-Би-Си (англ. BBC Broadcasting House), в котором ему часто приходилось посещать длительные собрания во времена Второй мировой войны на службе у Министерства информации. При реконструкции здания оригинальный зал был уничтожен. Макет зала 101 был воплощен в 2003 году художником-скульптором Рэйчел Уайтред для музея Victoria & Albert Museum.
Комната изучается в школьных программах по литературе в нескольких странах.
Иногда «комнатой 101» в переносном смысле называют места, в которых практиковались особо жестокие методы пыток.

## Литературное описание
Вы однажды спросили, что делают в комнате 101. Я ответил, что вы сами знаете. Это все знают. В комнате 101 — то, что хуже всего на свете.О’Брайен
Главный герой романа Уинстон Смит имел непреодолимое отвращение и страх к крысам, поэтому О’Брайен решил использовать именно этот, по его словам, «нравоучительный способ наказания в Китайской империи».
Он собирался закрепить на голове Уинстона специальную маску и открыть дверцу клетки, в которой находились животные. Однако в последний момент Смит не выдерживает и предаёт свою возлюбленную Джулию, умоляя О’Брайена назначить это наказание ей, а не ему. В итоге цель последнего (сломить непокорный дух Уинстона) была достигнута, и тот отменил пытку.

## Факты
- В компьютерной игре Fallout 3 завязка сюжета происходит в Убежище 101, из которого никто и никогда не должен был выходить.
- В фильме «Матрица» главный герой жил в комнате с номером 101[8].
- Британские СМИ сообщают, что некоторые отели избегают номера 101 при планировании нумерации[9].
- В сериале «Закрытая школа» в эпизодах пребывания Марии Вершининой в психиатрической клинике неоднократно упоминается палата № 101, где Марию подвергают электросудорожной терапии.
- В клипе группы mewithoutYou на песню Julia есть комната 101, где пытают персонажа видео[10]
- В компьютерной игре Far Cry 4 в записке «Напечатай мои статьи»: "Но они сказали, что скоро я отправлюсь в комнату 101. Из этой комнаты никто не возвращается."